# Mistrovství světa v judu 2015 – ženy – střední váha (-70 kg)
Zápasy v judu na XL. mistrovství světa v kategorii středních vah žen proběhly v Astaně, 27. srpna 2015.

## Finále
| finále            |                  |
| ----------------- | ---------------- |
| María Bernabéuová | Gévrise Émaneová |
| Gévrise Émaneová  | Gévrise Émaneová |

## Opravy / O bronz
Poražení čtvrtfinalisté se utkávají mezi sebou v opravách. Vítězové oprav následně vyzvou poražené semifinalisty v boji o bronzovou medaili.
| opravy                   | o bronz                  |                          |
| ------------------------ | ------------------------ | ------------------------ |
| Kim Pollingová           | Fanny-Estelle Posviteová | Fanny-Estelle Posviteová |
| Fanny-Estelle Posviteová | Fanny-Estelle Posviteová | Fanny-Estelle Posviteová |
|                          | Čizuru Araiová           | Fanny-Estelle Posviteová |
| Yuri Alvearová           | Yuri Alvearová           | Yuri Alvearová           |
| Lior Vildikanová         | Yuri Alvearová           | Yuri Alvearová           |
|                          | Bernadette Grafová       | Yuri Alvearová           |

## Pavouk
|   | 1/64                     | 1/32                     | 1/16                     | čtvrtfinále              | semifinále         | finále            |
| - | ------------------------ | ------------------------ | ------------------------ | ------------------------ | ------------------ | ----------------- |
| A | volný los                | Kim Pollingová           | Kim Pollingová           | Kim Pollingová           | María Bernabéuová  | María Bernabéuová |
| A | volný los                | Kim Pollingová           | Kim Pollingová           | Kim Pollingová           | María Bernabéuová  | María Bernabéuová |
| A | volný los                | Barbara Matićová         | Kim Pollingová           | Kim Pollingová           | María Bernabéuová  | María Bernabéuová |
| A | volný los                | Barbara Matićová         | Kim Pollingová           | Kim Pollingová           | María Bernabéuová  | María Bernabéuová |
| A | Katarzyna Kłysová        | Katarzyna Kłysová        | Katarzyna Kłysová        | Kim Pollingová           | María Bernabéuová  | María Bernabéuová |
| A | Anett Breitenbachová     | Katarzyna Kłysová        | Katarzyna Kłysová        | Kim Pollingová           | María Bernabéuová  | María Bernabéuová |
| A | volný los                | Dilbar Umiralijevová     | Katarzyna Kłysová        | Kim Pollingová           | María Bernabéuová  | María Bernabéuová |
| A | volný los                | Dilbar Umiralijevová     | Katarzyna Kłysová        | Kim Pollingová           | María Bernabéuová  | María Bernabéuová |
| A | volný los                | Szaundra Diedrichová     | María Bernabéuová        | María Bernabéuová        | María Bernabéuová  | María Bernabéuová |
| A | volný los                | Szaundra Diedrichová     | María Bernabéuová        | María Bernabéuová        | María Bernabéuová  | María Bernabéuová |
| A | Linda Bolderová          | María Bernabéuová        | María Bernabéuová        | María Bernabéuová        | María Bernabéuová  | María Bernabéuová |
| A | María Bernabéuová        | María Bernabéuová        | María Bernabéuová        | María Bernabéuová        | María Bernabéuová  | María Bernabéuová |
| A | volný los                | Andrea Poová             | Maria Portelaová         | María Bernabéuová        | María Bernabéuová  | María Bernabéuová |
| A | volný los                | Andrea Poová             | Maria Portelaová         | María Bernabéuová        | María Bernabéuová  | María Bernabéuová |
| A | Aoife Coughlanová        | Maria Portelaová         | Maria Portelaová         | María Bernabéuová        | María Bernabéuová  | María Bernabéuová |
| A | Maria Portelaová         | Maria Portelaová         | Maria Portelaová         | María Bernabéuová        | María Bernabéuová  | María Bernabéuová |
| B | volný los                | Kelita Zupancicová       | Fanny-Estelle Posviteová | Fanny-Estelle Posviteová | Bernadette Grafová | María Bernabéuová |
| B | volný los                | Kelita Zupancicová       | Fanny-Estelle Posviteová | Fanny-Estelle Posviteová | Bernadette Grafová | María Bernabéuová |
| B | Fanny-Estelle Posviteová | Fanny-Estelle Posviteová | Fanny-Estelle Posviteová | Fanny-Estelle Posviteová | Bernadette Grafová | María Bernabéuová |
| B | Aleksandra Samardžićová  | Fanny-Estelle Posviteová | Fanny-Estelle Posviteová | Fanny-Estelle Posviteová | Bernadette Grafová | María Bernabéuová |
| B | volný los                | Juliane Robraová         | Kim Song-jon             | Fanny-Estelle Posviteová | Bernadette Grafová | María Bernabéuová |
| B | volný los                | Juliane Robraová         | Kim Song-jon             | Fanny-Estelle Posviteová | Bernadette Grafová | María Bernabéuová |
| B | volný los                | Kim Song-jon             | Kim Song-jon             | Fanny-Estelle Posviteová | Bernadette Grafová | María Bernabéuová |
| B | volný los                | Kim Song-jon             | Kim Song-jon             | Fanny-Estelle Posviteová | Bernadette Grafová | María Bernabéuová |
| B | volný los                | Bernadette Grafová       | Bernadette Grafová       | Bernadette Grafová       | Bernadette Grafová | María Bernabéuová |
| B | volný los                | Bernadette Grafová       | Bernadette Grafová       | Bernadette Grafová       | Bernadette Grafová | María Bernabéuová |
| B | Antonia Moreiraová       | Antonia Moreiraová       | Bernadette Grafová       | Bernadette Grafová       | Bernadette Grafová | María Bernabéuová |
| B | Lola Mansourová          | Antonia Moreiraová       | Bernadette Grafová       | Bernadette Grafová       | Bernadette Grafová | María Bernabéuová |
| B | Onix Cortesová           | Onix Cortesová           | Irina Gazijevová         | Bernadette Grafová       | Bernadette Grafová | María Bernabéuová |
| B | Čchen Fej                | Onix Cortesová           | Irina Gazijevová         | Bernadette Grafová       | Bernadette Grafová | María Bernabéuová |
| B | volný los                | Irina Gazijevová         | Irina Gazijevová         | Bernadette Grafová       | Bernadette Grafová | María Bernabéuová |
| B | volný los                | Irina Gazijevová         | Irina Gazijevová         | Bernadette Grafová       | Bernadette Grafová | María Bernabéuová |
| C | volný los                | Yuri Alvearová           | Yuri Alvearová           | Yuri Alvearová           | Gévrise Émaneová   | Gévrise Émaneová  |
| C | volný los                | Yuri Alvearová           | Yuri Alvearová           | Yuri Alvearová           | Gévrise Émaneová   | Gévrise Émaneová  |
| C | Kathleen Sellová         | Huda Miledová            | Yuri Alvearová           | Yuri Alvearová           | Gévrise Émaneová   | Gévrise Émaneová  |
| C | Huda Miledová            | Huda Miledová            | Yuri Alvearová           | Yuri Alvearová           | Gévrise Émaneová   | Gévrise Émaneová  |
| C | Szabina Gercsáková       | Gulnoza Matnijazovová    | Gulnoza Matnijazovová    | Yuri Alvearová           | Gévrise Émaneová   | Gévrise Émaneová  |
| C | Gulnoza Matnijazovová    | Gulnoza Matnijazovová    | Gulnoza Matnijazovová    | Yuri Alvearová           | Gévrise Émaneová   | Gévrise Émaneová  |
| C | volný los                | Moira De Villiersová     | Gulnoza Matnijazovová    | Yuri Alvearová           | Gévrise Émaneová   | Gévrise Émaneová  |
| C | volný los                | Moira De Villiersová     | Gulnoza Matnijazovová    | Yuri Alvearová           | Gévrise Émaneová   | Gévrise Émaneová  |
| C | volný los                | Gévrise Émaneová         | Gévrise Émaneová         | Gévrise Émaneová         | Gévrise Émaneová   | Gévrise Émaneová  |
| C | volný los                | Gévrise Émaneová         | Gévrise Émaneová         | Gévrise Émaneová         | Gévrise Émaneová   | Gévrise Émaneová  |
| C | Sanne Van Dijkeová       | Sanne Van Dijkeová       | Gévrise Émaneová         | Gévrise Émaneová         | Gévrise Émaneová   | Gévrise Émaneová  |
| C | Ajžan Kadyrbekovová      | Sanne Van Dijkeová       | Gévrise Émaneová         | Gévrise Émaneová         | Gévrise Émaneová   | Gévrise Émaneová  |
| C | volný los                | Lynn Mossongová          | Alix Renaud-Royová       | Gévrise Émaneová         | Gévrise Émaneová   | Gévrise Émaneová  |
| C | volný los                | Lynn Mossongová          | Alix Renaud-Royová       | Gévrise Émaneová         | Gévrise Émaneová   | Gévrise Émaneová  |
| C | volný los                | Alix Renaud-Royová       | Alix Renaud-Royová       | Gévrise Émaneová         | Gévrise Émaneová   | Gévrise Émaneová  |
| C | volný los                | Alix Renaud-Royová       | Alix Renaud-Royová       | Gévrise Émaneová         | Gévrise Émaneová   | Gévrise Émaneová  |
| D | volný los                | Laura Vargas-Kochová     | Vanessa Chalaová         | Lior Vildikanová         | Čizuru Araiová     | Gévrise Émaneová  |
| D | volný los                | Laura Vargas-Kochová     | Vanessa Chalaová         | Lior Vildikanová         | Čizuru Araiová     | Gévrise Émaneová  |
| D | Žanar Kaškynová          | Vanessa Chalaová         | Vanessa Chalaová         | Lior Vildikanová         | Čizuru Araiová     | Gévrise Émaneová  |
| D | Vanessa Chalaová         | Vanessa Chalaová         | Vanessa Chalaová         | Lior Vildikanová         | Čizuru Araiová     | Gévrise Émaneová  |
| D | Lior Vildikanová         | Lior Vildikanová         | Lior Vildikanová         | Lior Vildikanová         | Čizuru Araiová     | Gévrise Émaneová  |
| D | María Pérezová           | Lior Vildikanová         | Lior Vildikanová         | Lior Vildikanová         | Čizuru Araiová     | Gévrise Émaneová  |
| D | volný los                | Čou Čchao                | Lior Vildikanová         | Lior Vildikanová         | Čizuru Araiová     | Gévrise Émaneová  |
| D | volný los                | Čou Čchao                | Lior Vildikanová         | Lior Vildikanová         | Čizuru Araiová     | Gévrise Émaneová  |
| D | volný los                | Sally Conwayová          | Čizuru Araiová           | Čizuru Araiová           | Čizuru Araiová     | Gévrise Émaneová  |
| D | volný los                | Sally Conwayová          | Čizuru Araiová           | Čizuru Araiová           | Čizuru Araiová     | Gévrise Émaneová  |
| D | volný los                | Čizuru Araiová           | Čizuru Araiová           | Čizuru Araiová           | Čizuru Araiová     | Gévrise Émaneová  |
| D | volný los                | Čizuru Araiová           | Čizuru Araiová           | Čizuru Araiová           | Čizuru Araiová     | Gévrise Émaneová  |
| D | volný los                | Esther Stamová           | Esther Stamová           | Čizuru Araiová           | Čizuru Araiová     | Gévrise Émaneová  |
| D | volný los                | Esther Stamová           | Esther Stamová           | Čizuru Araiová           | Čizuru Araiová     | Gévrise Émaneová  |
| D | Asmá Njangová            | Asmá Njangová            | Esther Stamová           | Čizuru Araiová           | Čizuru Araiová     | Gévrise Émaneová  |
| D | Roxane Taeymansová       | Asmá Njangová            | Esther Stamová           | Čizuru Araiová           | Čizuru Araiová     | Gévrise Émaneová  |